# Milieu Coletsos
Le milieu Coletsos est un milieu de culture semi-défini solide, faiblement sélectif et enrichi, employé en microbiologie pour la culture des Mycobactéries et notamment des pathogènes du « complexe Mycobacterium tuberculosis ». Il a été mis au point en 1960 par P.J. Coletsos pour améliorer l'isolement dans les prélèvements humains de Mycobactéries quiescentes ou altérées par l'exposition à certains antibiotiques (en particulier l'isoniazide).
Coletsos avait mené auparavant des études approfondies afin d'identifier les facteurs défavorables à la croissance des Mycobactéries,. C'est sur la base de ces travaux qu'il est parvenu à la composition du milieu qui porte son nom, une formulation à l'œuf semblable au milieu Löwenstein Jensen (LJ) mais considérablement enrichie en divers nutriments et facteurs de croissance. Ce milieu facilite l'isolement de M. tuberculosis et se prête tout particulièrement à la recherche de Mycobactéries plus exigeantes, à culture difficile, que ce soit M. bovis ou d'autres Mycobactéries non tuberculeuses dites atypiques.

## Principe
La base nutritive est extrêmement riche. Par rapport au milieu LJ l'émulsion d'œufs entiers est remplacée par un volume identique d'un mélange à 80% d'œufs entiers et à 20% de jaunes d'œufs. La proportion plus forte de jaunes améliore les propriétés nutritives du milieu car c'est cette partie de l'œuf qui contient la plupart des nutriments (le blanc étant essentiellement une solution aqueuse d'ovalbumine). La proportion de glycérol est identique à celle du milieu LJ mais celle d'amidon (sous forme de fécule de pommes de terre) est quasiment divisée par deux.
L'osséine est un mélange protéique riche en collagène que l'on extrait de la matrice extracellulaire des os : très proche d'une gélatine, elle joue un rôle nutritif et gélifiant modeste et sert surtout à créer un environnement microaérophile en s'opposant à la diffusion de l'oxygène atmosphérique dans le milieu. Cet effet est particulièrement marqué pour la variante du milieu Coletsos enrichie en osséine car dans ce cas, l'excès d'osséine déposée au fond des tubes en fin de préparation recouvre la surface du milieu après l'inoculation, isolant ainsi l'inoculum de l'air ambiant : c'est la technique de culture  « sous cape » dont Coletsos est l'auteur.
Les facteurs de croissance sont nombreux. Le milieu comporte deux acides aminés, la L-asparagine et l'acide glutamique (sous forme de glutamate de sodium). L'acide citrique et le pyruvate sont deux autres sources d'énergie facilement assimilables : le premier en tant qu'intermédiaire principal du cycle de Krebs et le deuxième comme précurseur direct de l'oxaloacétate (lui aussi impliqué dans le cycle de Krebs) et de l'acétyl-CoA omniprésent dans le métabolisme intermédiaire aérobie. Le magnésium est un facteur de croissance bactérien non spécifique, introduit ici sous forme de citrate et de sulfate. Des éléments métalliques utiles à la croissance bactérienne sont ajoutés en très petites quantités sous forme d'une solution d'oligo-éléments dérivée d'une formule proposée en 1934 par A. Berthelot (seul le sulfate de fer a été supprimé de la formule d'origine). Les cendres d'anthracite sont une autre source d'oligo-éléments.
Le bleu de tournesol est un extrait végétal issu de lichens dont l'effet trophique a été étudié par Coletsos en même temps que celui du pyruvate et du glutamate.
Le vert malachite est un colorant à structure triarylméthane qui sert d'inhibiteur bactérien à large spectre (comme dans le milieu LJ). Le dihydrogénophosphate de potassium joue le rôle de tampon.

## Composition
Pour 1600 mL de milieu :
- œufs entiers homogénéisés : 800 mL
- jaunes d'œuf homogénéisés : 200 mL
- eau distillée : 440 mL
- glycérol : 12 mL
- solution d'oligo-éléments : 1,6 mL
- amidon (fécule de pommes de terre) : 16 g
- osséine (gélatine ou collagène d'os) :
  - milieu de base à 4% d'osséine : 6,4 g (soit 160 mL d'une solution aqueuse à 4%)
  - milieu enrichi à 20% d'osséine : 32 g (soit 160 mL d'une solution aqueuse à 20%)
- L-asparagine : 3,6 g
- dihydrogénophosphate de potassium (anhydre) : 2,4 g
- pyruvate de sodium : 1,6 g
- glutamate de sodium : 1,6 g
- citrate de magnésium : 600 mg
- bleu de tournesol : 400 mg
- vert malachite : 320 mg (soit 16 mL d'une solution aqueuse à 2% m/v)
- sulfate de magnésium : 240 mg
- cendres d'anthracite pulvérisée : 160 mg.

La solution d'oligo-éléments a la composition suivante, pour 1000 mL d'eau distillée :
- sulfate de manganèse (heptahydraté) : 2 g
- sulfate de calcium (dihydraté) : 500 mg
- sulfate de titane (anhydre) : 200 mg
- sulfate de zinc (heptahydraté) : 100 mg
- sulfate de béryllium (tétrahydraté) : 100 mg
- chlorure de nickel (hexahydraté) : 50 mg
- chlorure de cobalt (hexahydraté) : 50 mg
- sulfate de cuivre (pentahydraté) : 50 mg
- acide borique : 50 mg
- acide sulfurique à 96% : 1 mL.

## Préparation
La fabrication du milieu commence par la préparation de quatre solutions, une solution d'oligo-éléments, une solution minérale, une émulsion d'œufs et une solution d'osséine :
- la solution d'oligo-éléments est préparée à l'avance et divisée en aliquotes de quelques millilitres qui sont stérilisées par autoclavage (30 minutes à 110°C) ou filtration stérilisante et stockées au réfrigérateur (durée de conservation supérieure à un an)
- la solution minérale s'obtient en dissolvant à chaud les ingrédients thermostables dans 440 mL d'eau distillée (pour 1600 mL de milieu) : glycérol, L-asparagine, dihydrogénophosphate de potassium, pyruvate de sodium, glutamate de sodium, citrate de magnésium, sulfate de magnésium et bleu de tournesol (pH final = 4,4)
- les œufs sont désinfectés très soigneusement en surface puis ouverts en conditions aseptiques : deux émulsions sont préparées, l'une d'œufs entiers et l'autre de jaunes uniquement, puis les volumes nécessaires sont mesurés à l'aide d'éprouvettes stériles
- la solution d'osséine à 4% s'obtient en dissolvant 40 g d'osséine dans 960 mL d'eau distillée à chaud (bain-marie à 100°C) sous agitation constante ; après dissolution complète, le pH est ramené à 6,8 à l'aide d'une solution d'hydroxyde de sodium à 6% puis la solution est filtrée sous vide, aliquotée en portions de 80 ou 160 mL et stérilisée par autoclavage (30 minutes à 110°C); pour le milieu à 20% d'osséine la préparation est la même avec 200 g d'osséine et 800 mL d'eau.

Les ingrédients sont ensuite combinés de la manière suivante :
- l'amidon est stérilisé par autoclavage (30 minutes à 110°C) et introduit dans un récipient stérile assez grand pour recevoir la totalité du milieu
- la solution minérale est combinée à l'amidon et le mélange est agité à chaud jusqu'à l'homogénéisation complète (environ 15 minutes au bain-marie à 100°C)
- le mélange est laissé au bain-marie à 56°C pendant une heure, quelques minutes avant le retrait sont ajoutées l'anthracite et la solution d'oligo-éléments stérilisées
- le mélange est laissé à refroidir au moins 15 minutes à température ambiante avant d'incorporer l'émulsion d'œufs (pour éviter la coagulation)
- on ajoute enfin la solution d'osséine (4% ou 20%) préchauffée pendant 30 minutes à 37°C et la solution de vert malachite stérilisée par filtration
- le mélange est homogénéisé soigneusement jusqu'à l'obtention d'une teinte uniforme, puis laissé à reposer pendant une heure à 37°C.

Le milieu est homogénéisé avant et pendant la distribution pour éviter la sédimentation. Il est réparti dans des tubes ou flacons stériles à bouchons vissants que l'on incline de manière à former une pente étirée sur toute la hauteur du récipient. La coagulation est effectuée dans cette position pendant 45 minutes à 85°C.
Pour le milieu à 20% d'osséine les tubes coagulés doivent subir une dernière étape d'exsudation. Pour cela ils sont disposés verticalement et réchauffés à 37°C afin de faire suinter hors du milieu l'excès d'osséine, qui se dépose au fond, tandis que le milieu solidifié conserve sa forme étirée en pente. Après l'inoculation, lorsque les tubes sont incubés horizontalement, ce culot d'osséine se liquéfie une nouvelle fois et forme une « cape » qui recouvre l'inoculum.
Il est recommandé de contrôler systématiquement la stérilité des milieux par une incubation de 24h à 37°C. Ils sont ensuite stockés au réfrigérateur (2 - 6°C) bouchon fermé pour une durée maximale de quelques semaines. Il est également conseillé d'éviter toute exposition à la lumière au cours du stockage.